# Coassistent
Een coassistent, ook wel co-assistent, is een student diergeneeskunde, farmacie, geneeskunde of tandheelkunde die praktijkervaring opdoet door stages te lopen in zorginstellingen (masterfase).
De studies Diergeneeskunde, Geneeskunde, Farmacie en Tandheelkunde duren in Nederland zes jaar. De eerste jaren zijn, afhankelijk van de universiteit, over het algemeen eerder theoretisch georiënteerd (bachelorfase).

## Nederland
De laatste jaren van de opleiding bestaan uit verschillende stages (coassistentschappen) in allerlei specialismen als coassistent. De invulling en duur van de coschappen verschilt per universiteit. De totale duur van de coschappen is ongeveer drie jaar inclusief wetenschappelijke stage. Tijdens de coschappen moeten de aanstaande artsen leren zelfstandig patiëntenzorg te verlenen. Hierbij moeten zij oefenen in het afnemen van anamnese, uitvoeren van het lichamelijk onderzoek, een differentiaaldiagnose maken en een plan maken voor verder onderzoek of behandeling, dit alles bij diverse specialismen. De coassistent werkt altijd onder supervisie en verantwoordelijkheid van een arts.
In feite zijn de coschappen de eerste keer dat studenten geneeskunde eigen verantwoordelijkheden krijgen in de patiëntenzorg en dat de geleerde theorie in de praktijk moet worden toegepast. Aan de meeste universiteiten worden de coschappen afgesloten met een of twee senior coschappen of semiartsstages. Hierbij functioneert de coassistent dan zelfstandig en kan veelal al ingezet worden als bijna afgestudeerde arts die alleen iets intensiever gecontroleerd wordt. Vroeger hadden veel universiteiten nog een separaat artsexamen aan het eind van de coschappen. Tegenwoordig is het laatste coschap vaak het artsexamen. Na het behalen van het artsexamen is men arts en kan men zich als basisarts laten registreren in het BIG-register.

## Vlaanderen
In Vlaanderen maken de studenten geneeskunde in de tweede helft van het 6e jaar een keuze:
- huisartsengeneeskunde
- sociale geneeskunde
- arbeidsgeneeskunde
- wetenschappelijk onderzoek
- prespecialisatie

Het is binnen die laatste keuze dat studenten als coassistent stage lopen in de door hen gekozen specialiteit.